# Guadua chacoensis
Espèce
Synonymes
- Bambusa chacoensis Rojas Acosta
- Guadua angustifolia subsp. chacoensis (Rojas Acosta) S.M.Young & W.S.Judd

Guadua chacoensis est une espèce de plantes à fleurs monocotylédones de la famille des Poaceae (graminées), sous-famille des Bambusoideae, originaire des régions tropicales d'Amérique du Sud. Ce sont des bambous vivaces, rhizomateux (à rhizomes courts, pachymorphes), cespiteux, épineux, de grande taille, dont les chaumes dressés, penchés au sommet, peuvent atteindre 10 à 20 mètres de haut et 15 mm de diamètre.
ÉtymologieL'épithète spécifique, chacoensis, se réfère à la province du Chaco en Argentine d'où la plante est, notamment, originaire.